# Targowska Wola (stacja kolejowa)
Targowska Wola – zamknięty przystanek osobowy a dawniej stacja kolejowa w Targowskiej Woli na linii kolejowej nr 262, w gminie Dźwierzuty, w województwie warmińsko-mazurskim, w Polsce.